# Тумовс-Бекис, Язеп Донатович
Язеп Донатович Тумовс-Бекис — советский хозяйственный, государственный и политический деятель.

## Биография
Родился в 1931 году в селе Аглонас. Член КПСС с 1951 года.
С 1949 года — на хозяйственной, общественной и политической работе. В 1949—1991 гг. — комсомольский работник, заведующий отделом райкома партии, секретарь Крустпилсского, Вилянского и Резекненского райкомов Компартии Латвии, работник аппарата ЦК Компартии Латвии, первый секретарь Елгавского райкома Компартии Латвии, первый секретарь Рижского райкома Компартии Латвии, министр бытового обслуживания Латвийской ССР.
Избирался депутатом Верховного Совета Латвийской ССР 7-11-го созывов. Делегат XXV съезда КПСС.
Умер в Риге в 1997 году.